# Seven Devils
Seven Devils es un pueblo ubicado en los condados de Avery y Watauga en el estado estadounidense de Carolina del Norte. En el año 2000 tenía una población de 129 habitantes y una densidad poblacional de 24.3 personas por km².

## Geografía
Seven Devils se encuentra ubicado en las coordenadas 36°9′7″N 81°48′26″O / 36.15194, -81.80722.

## Demografía
Según la Oficina del Censo en 2000 los ingresos medios por hogar en la localidad eran de $38.750, y los ingresos medios por familia eran $62.813. Los hombres tenían unos ingresos medios de $35.417 frente a los $38.125 para las mujeres. La renta per cápita para la localidad era de $19.801. Alrededor del 21.6% de las familias y del 20.5% de la población estaban por debajo del umbral de pobreza.